# 采峰别墅
采峰别墅，位于中国福建省福州市台江区上杭路，由马来西亚侨领杨鸿斌（1884—1974）建于1920年，由大门、坊门、照壁、庭院、主体建筑和园林组成。主楼设开敞式挑廊连通北、东、西三面。布局合理、风格独特、用材讲究、陈设古典，是福州近代别墅建筑的优秀代表。2009年11月16日公布为第七批福建省文物保护单位。

## 圖集

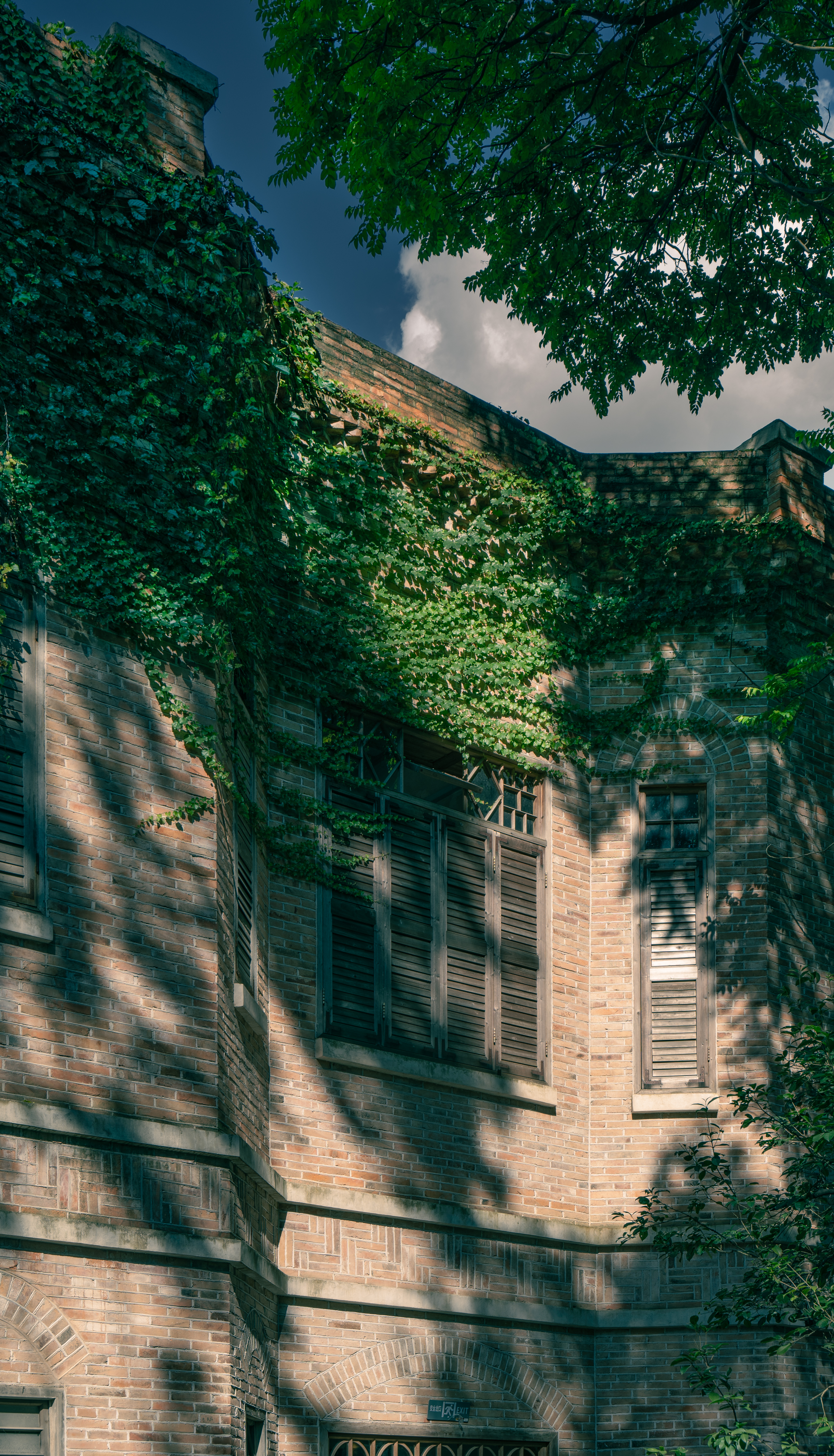
采峰別墅側邊上
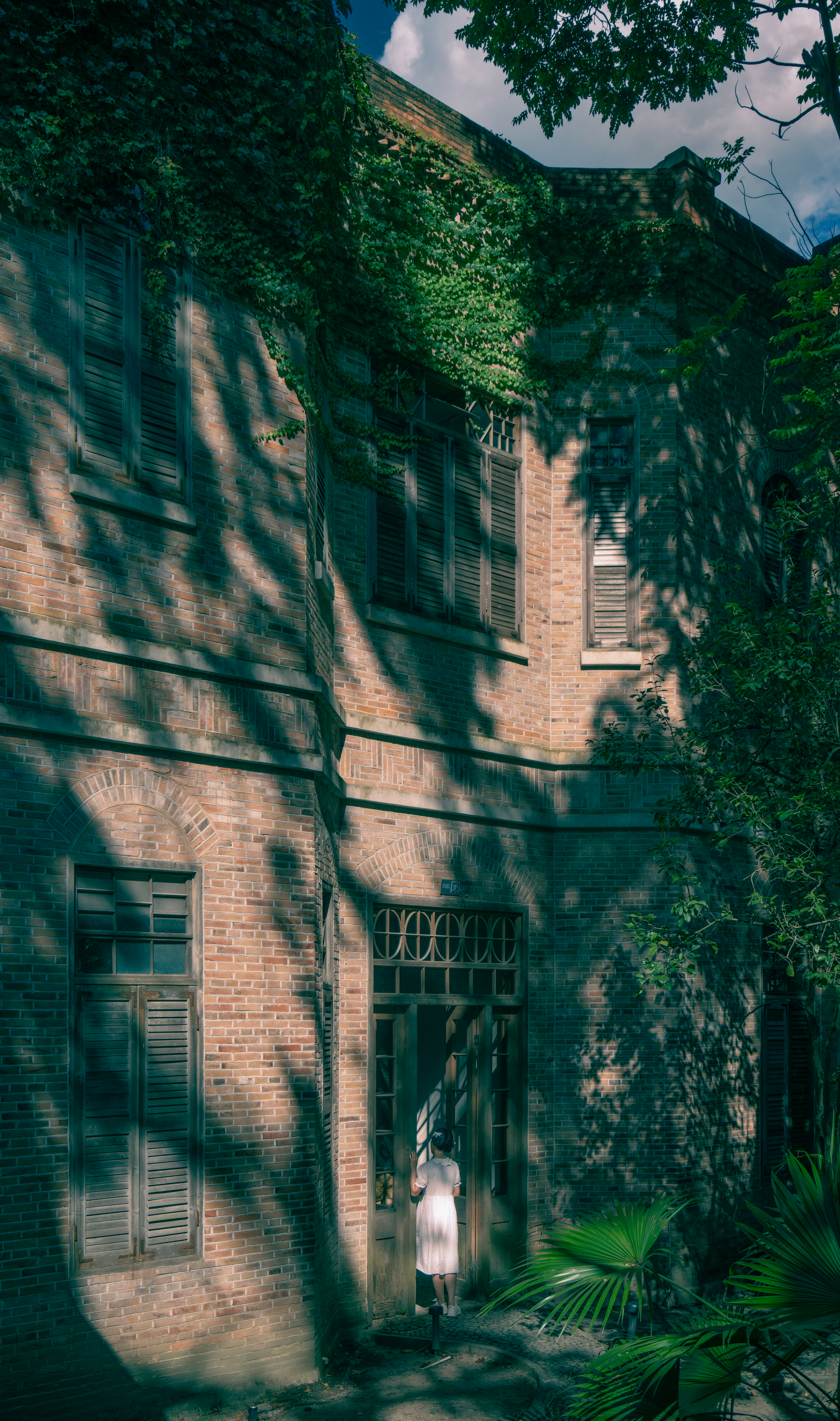
采峰別墅 (側邊)
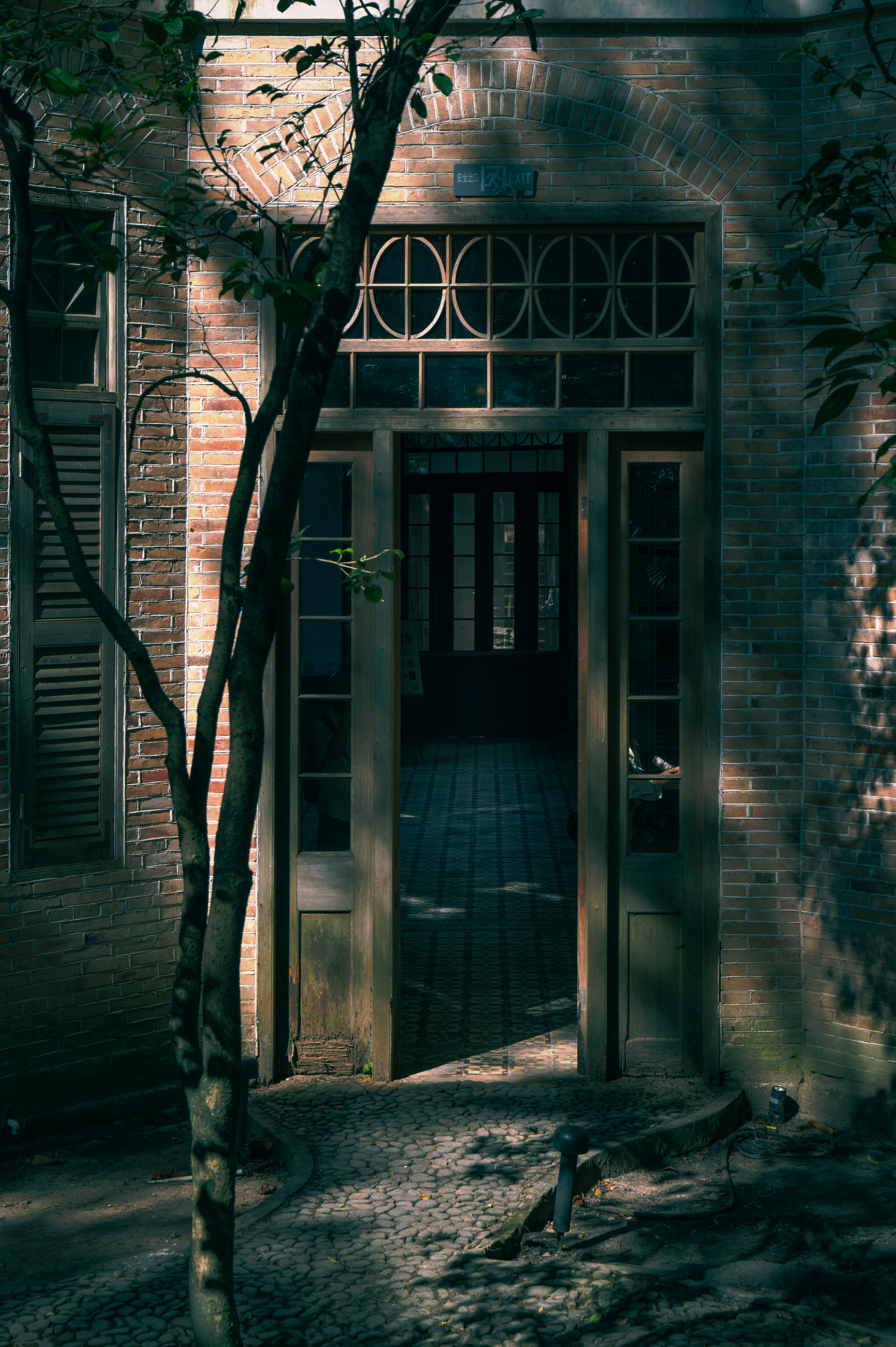
采峰別墅 (側門)
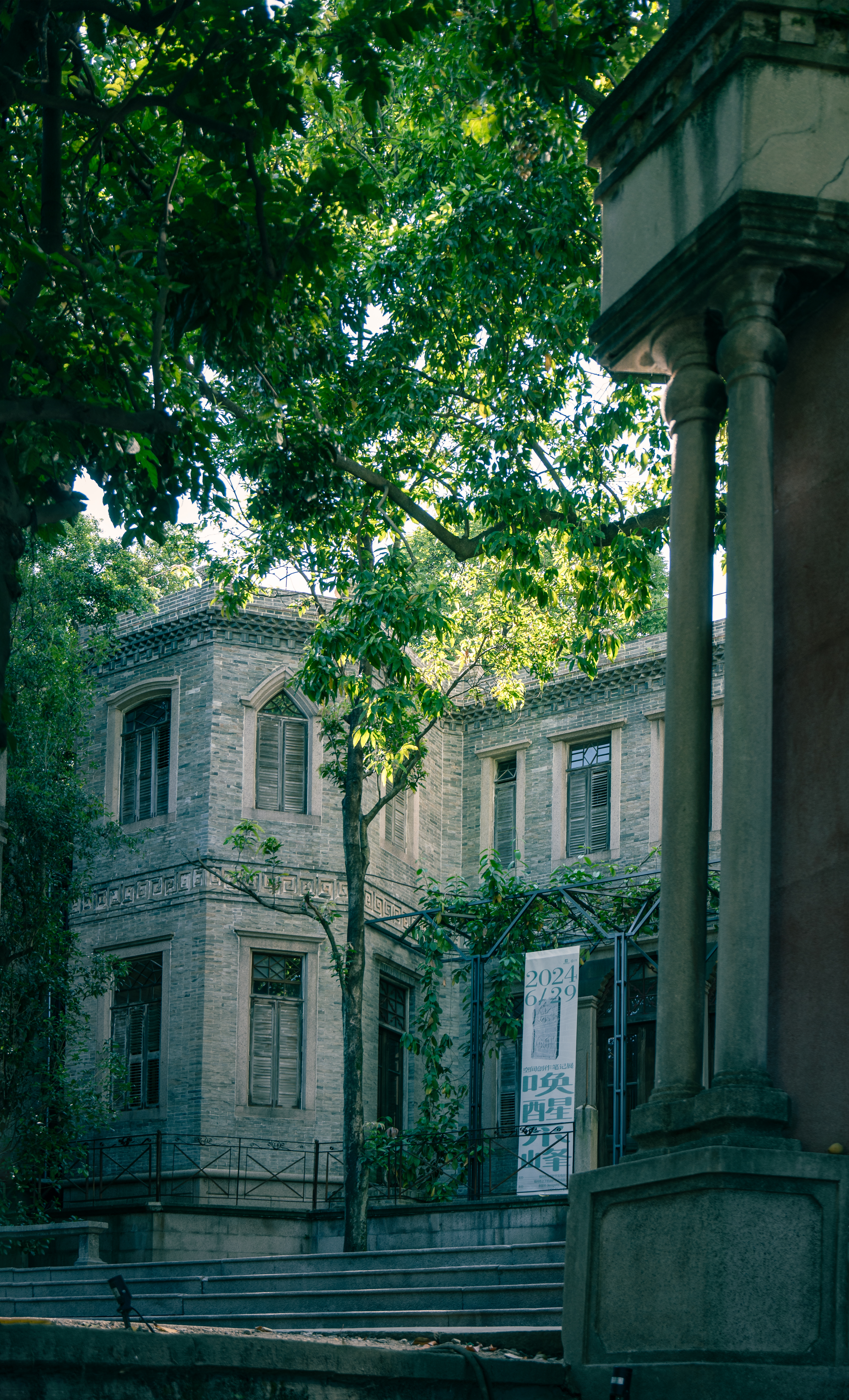
采峰別墅
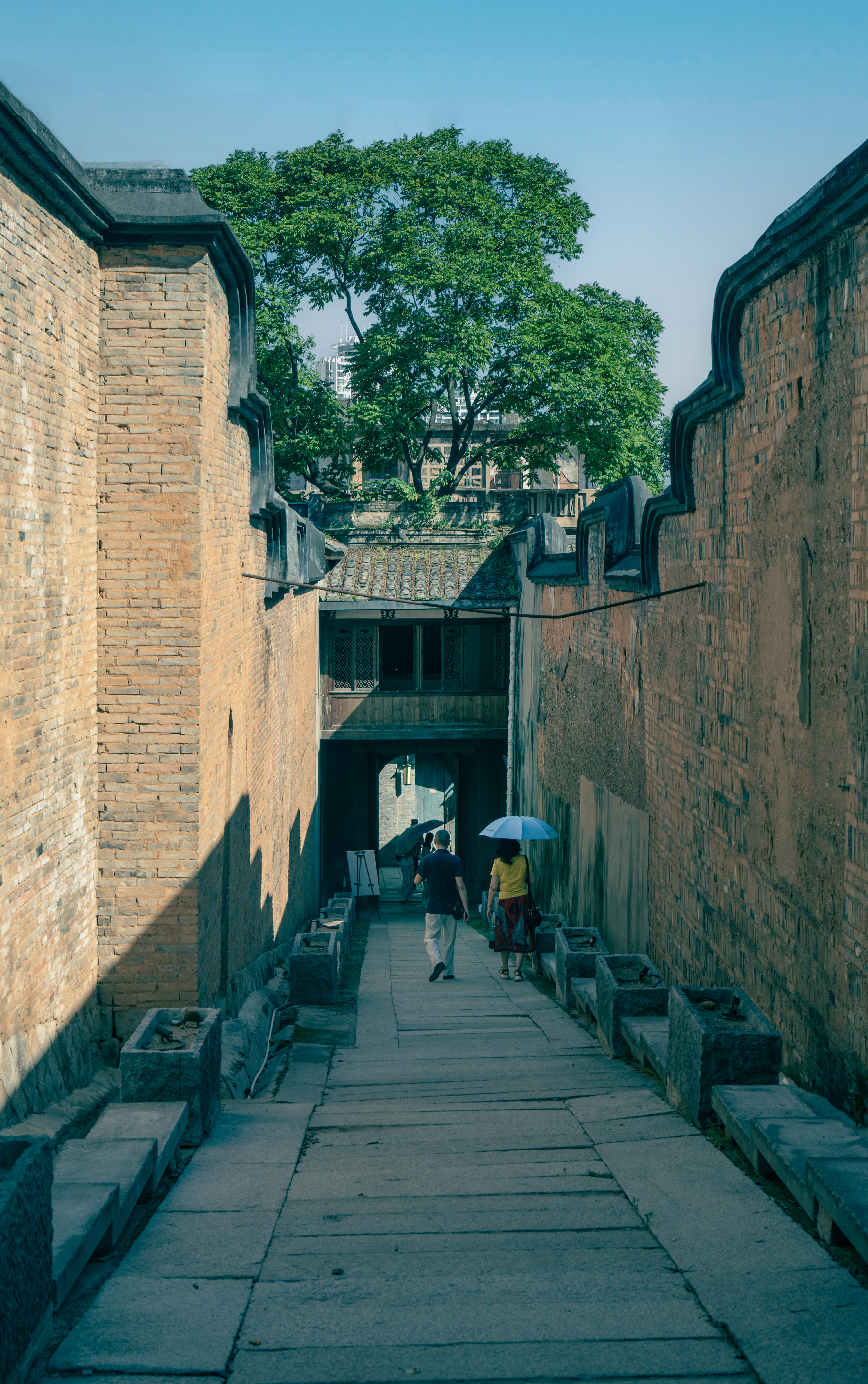
采峰別墅的側道巷
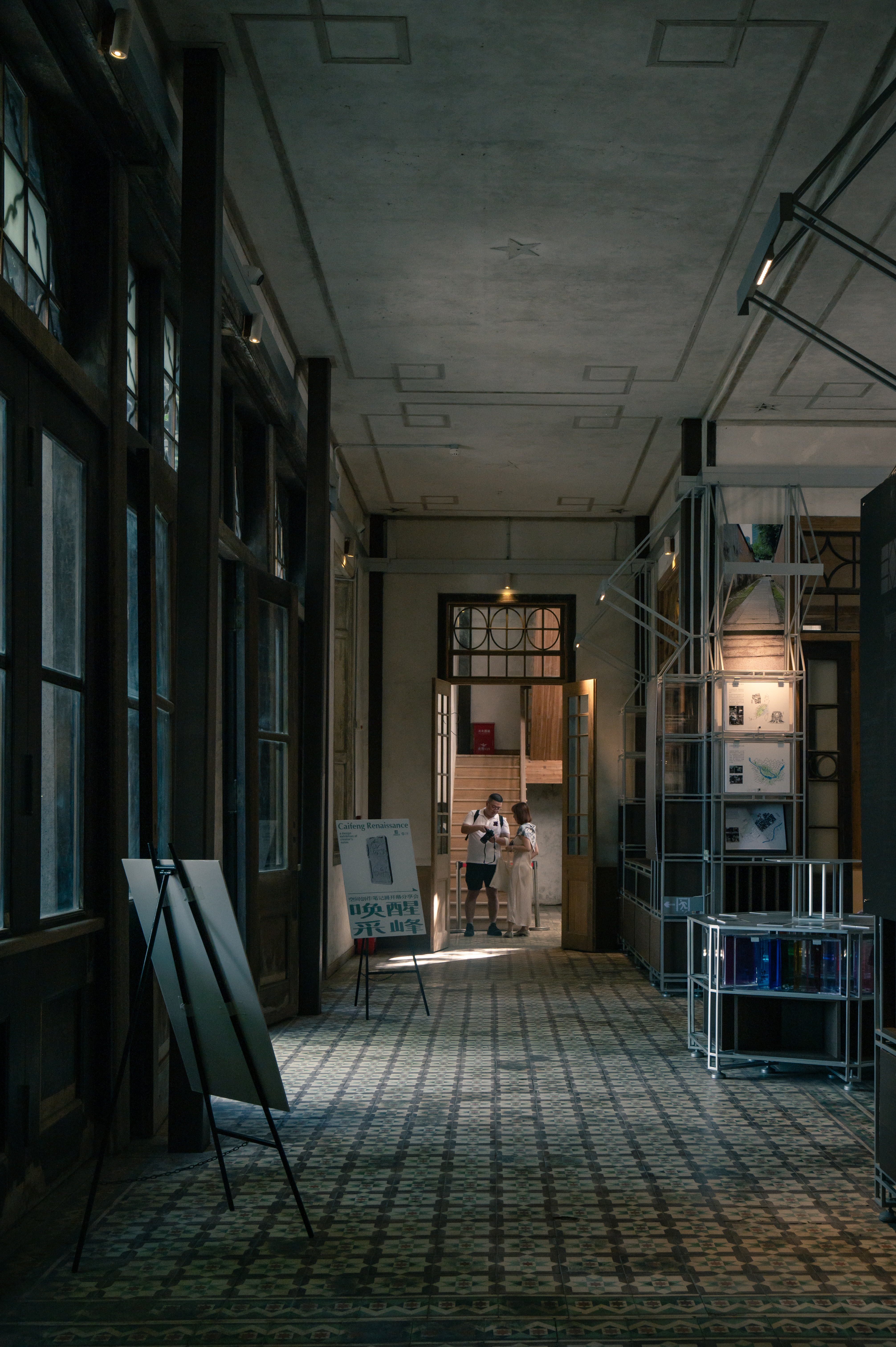
采峰別墅內裏部分
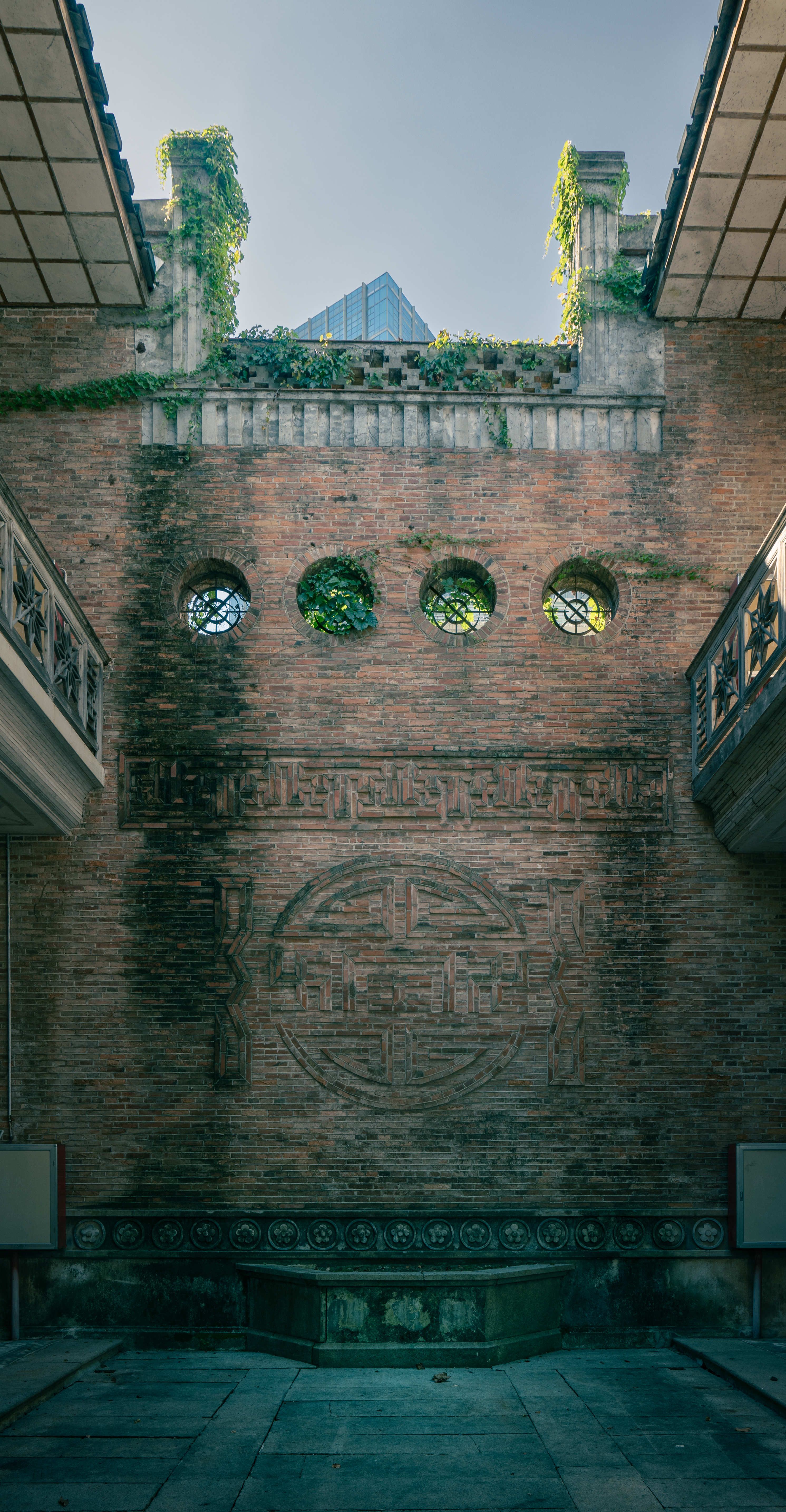
采峰別墅的山牆
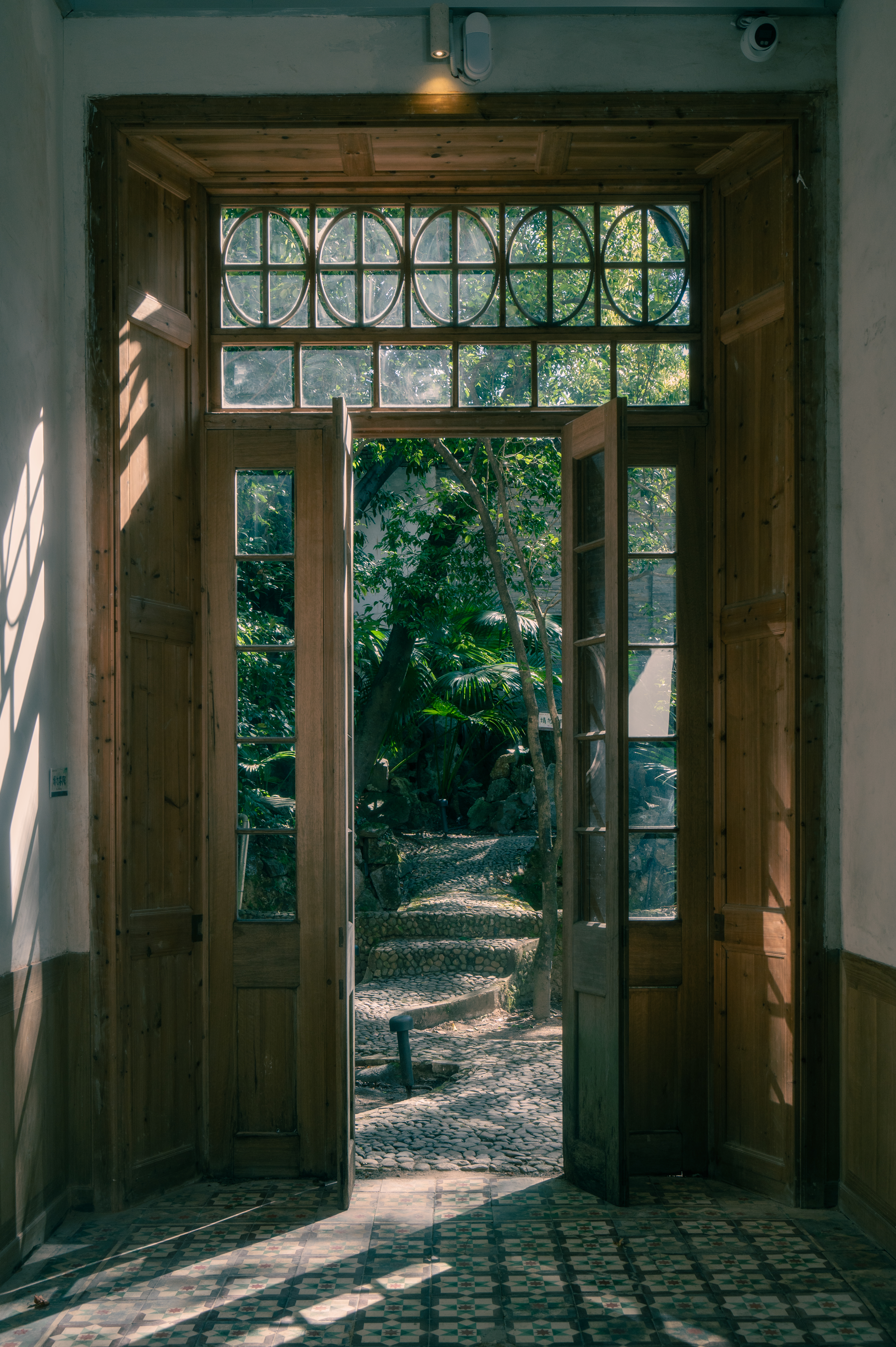
采峰別墅的門